# Marienberg-Sprachen
Die Marienberg-Sprachen (benannt nach dem Ort Marienberg) sind eine ausschließlich in der East Sepik Province in Papua-Neuguinea gesprochene Untergruppe der von etwa 80.000 Menschen gesprochenen Torricelli-Sprachen. Die Marienberg-Sprachen gehören zu den nicht untereinander verwandten Papuasprachen.
Zu den Marienberg-Sprachen gehören:
- Buna (Sprache) (Angoram Distrikt, 500–1000 Sprecher (1994))
- Bungain (2.451 Sprecher (1975))
- Elepi (149 Sprecher (1981))
- Juwal (1.444 Sprecher (2000))
- Kamasau / Wand Tuan (Wewak Distrikt, 787 (1981))
- Urimo / Yaugiba (835 Sprecher (1981))
- Wiarumus (162 Sprecher (1981))